# Peter Baco
Peter Baco (ur. 9 kwietnia 1945 w miejscowości Opatová nad Váhom) – słowacki polityk, minister rolnictwa (1992–1998), w latach 2004–2009 poseł do Parlamentu Europejskiego.

## Życiorys
W 1968 ukończył studia z dziedziny ekonomii w Wyższej Szkole Rolniczej w Nitrze. W 2008 uzyskał doktorat.
W latach 1972–1985 i 1990–1992 sprawował funkcję dyrektora zjednoczonej spółdzielni rolniczej w miejscowości Nemšová. W latach 1986–1990 zatrudniony na stanowisku dyrektora departamentu nauki i rozwoju technicznego Ministerstwa Rolnictwa. W 1992 przez kilka miesięcy sprawował mandat posła do Zgromadzenia Federalnego Czechosłowacji, następnie był ministrem rolnictwa Słowacji (1992–1998) oraz posłem do Rady Narodowej (1998–2002). Po odejściu z parlamentu pracował jako doradca ds. rolnictwa. W 2004 uzyskał mandat posła do Parlamentu Europejskiego. Zasiadał w Komisji Rolnictwa i Rozwoju Wsi oraz Komisji Rozwoju Regionalnego. W 2009 bez powodzenia ubiegał się o reelekcję.

## Odznaczenia
- Order Ľudovíta Štúra I klasy – 1998[1]